# Backtjärnen (Ås socken, Jämtland)
Backtjärnen är en sjö i Krokoms kommun i Jämtland och ingår i Indalsälvens huvudavrinningsområde. Sjön har en area på 0,0532 kvadratkilometer och ligger 323,1 meter över havet. Sjön avvattnas av vattendraget Granbobäcken.

## Delavrinningsområde
Backtjärnen ingår i det delavrinningsområde (701963-143915) som SMHI kallar för Ovan None. Medelhöjden är 341 meter över havet och ytan är 7,47 kvadratkilometer. Det finns inga avrinningsområden uppströms utan avrinningsområdet är högsta punkten. Granbobäcken som avvattnar avrinningsområdet har biflödesordning 2, vilket innebär att vattnet flödar genom totalt 2 vattendrag innan det når havet efter 213 kilometer. Avrinningsområdet består mestadels av skog (73 procent). Avrinningsområdet har 0,05 kvadratkilometer vattenytor vilket ger det en sjöprocent på 0,7 procent.